# 澎湖法軍殉職紀念碑
澎湖法軍殉職紀念碑，俗稱萬人塚，是一座位於臺灣澎湖縣馬公市蛇頭山的一座紀念碑，因紀念清法戰爭之殉難法國士兵而設立，也是澎湖縣少數保存清法戰爭相關設施，至今並未列為文化資產。

## 沿革

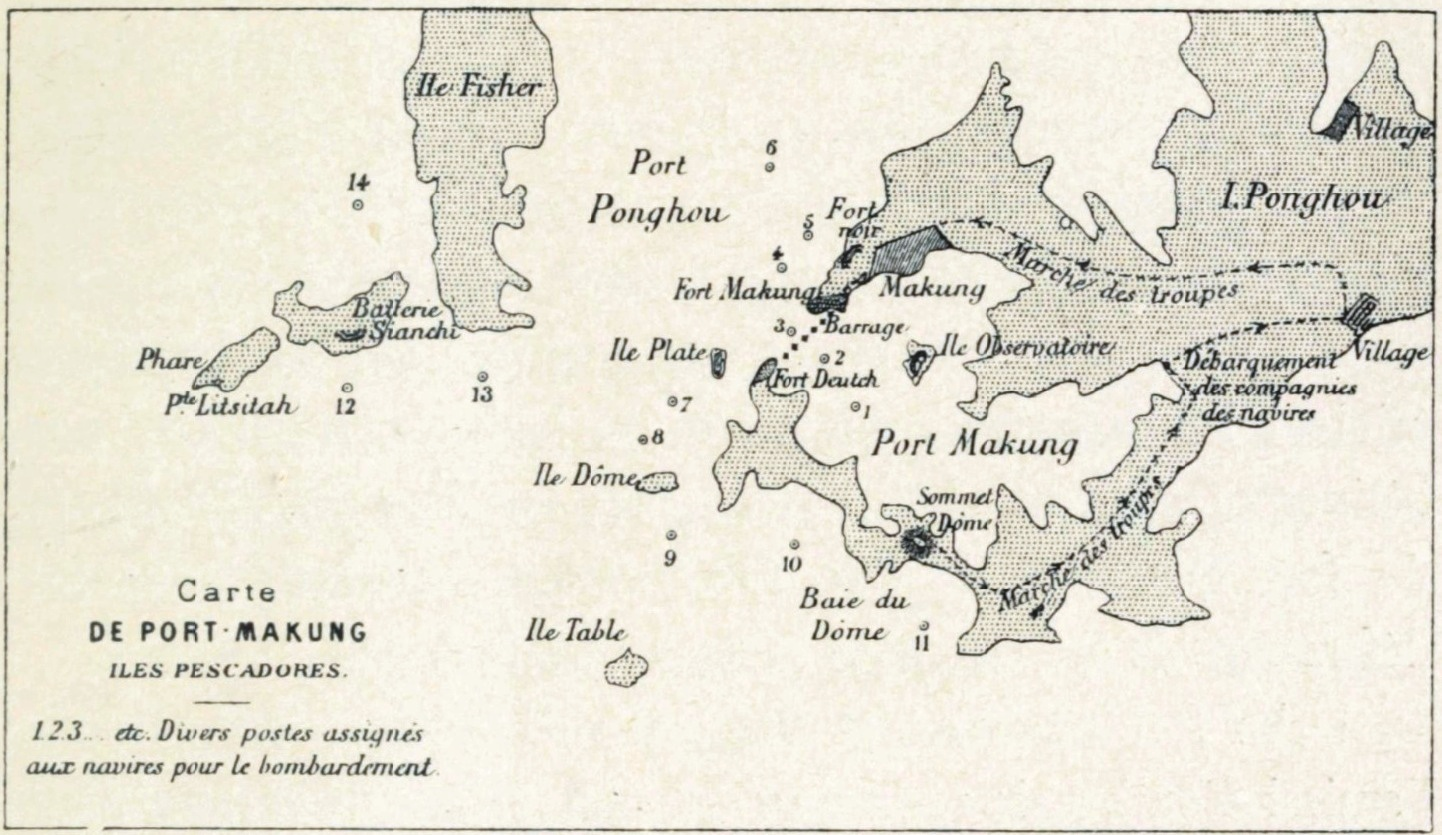
法軍進攻澎湖群島紀錄（1885年）

1885年3月29日（光緒11年2月13日），清法戰爭期間，法國將領孤拔曾率領遠東艦隊砲轟澎湖廳媽宮澳（今馬公港）、金龜頭、蛇頭、四角仔嶼等砲台，撥派另一兵團登陸嵵裡佔據紗帽山揭起澎湖之役。儘管該場戰役最後以法軍擊退清軍獲勝告終。:363–365，然而在屯兵澎湖期間，多數士兵及孤拔因水土不服、當地衛生條件不佳等情況下患上霍亂而病故，撤軍之前，法軍曾於紅木埕（今馬公市北辰市場一帶）設立孤拔紀念碑，以及在風櫃蛇頭山一帶豎立一座安慰亡靈的紀念碑。

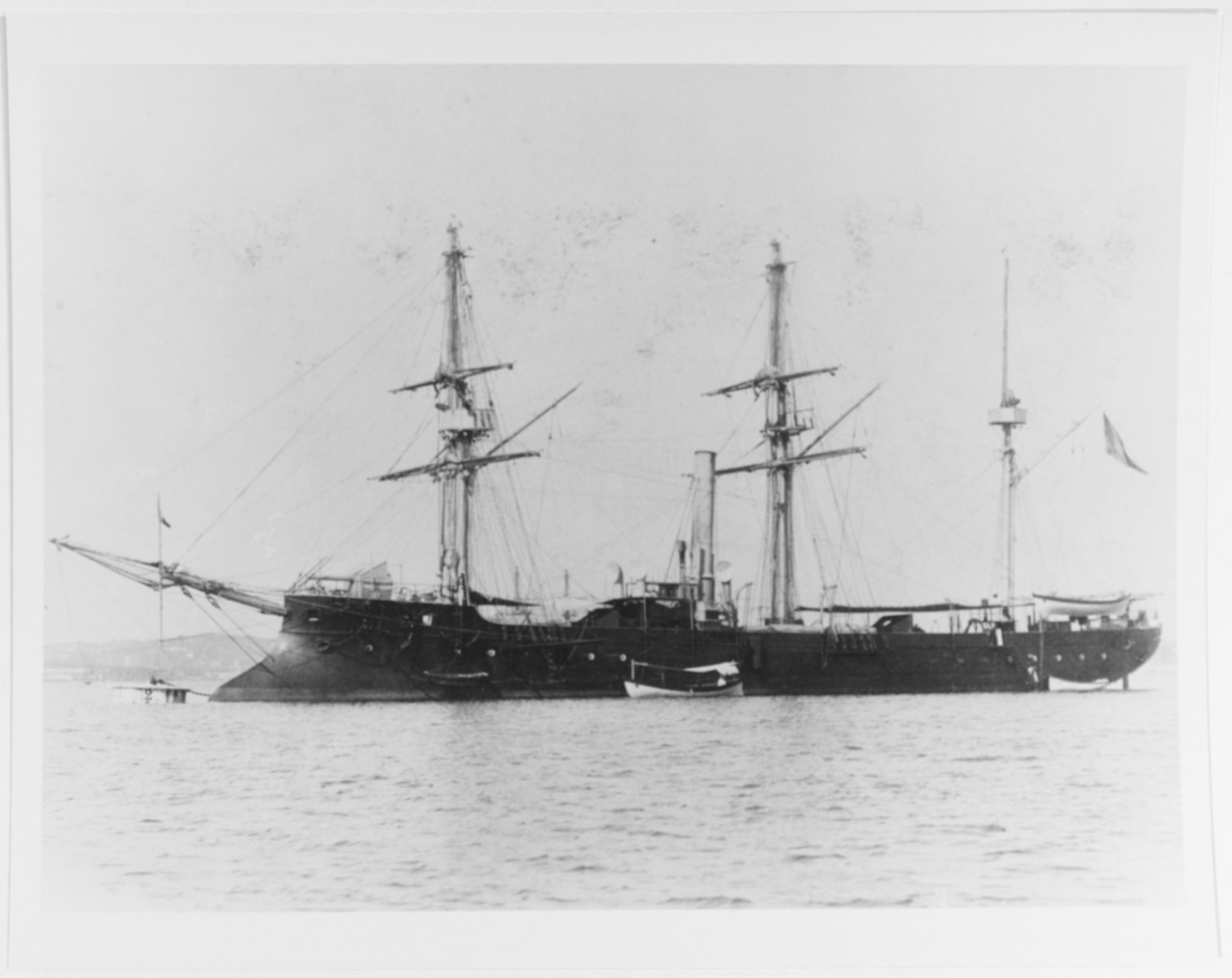
無常號（Inconstant）。

埋葬於風櫃尾的萬人塚應類似亂葬崗的模式並無任何規劃。1890年，臺南海關曾對此記載：「1890年11月，法國軍艦無常號（Inconstant）抵達媽宮，在該地建立一石碑，以紀念1885年陣亡於澎湖的法國海軍」，因而推定澎湖法軍殉職紀念碑於1890年所修築。
日治時期，法軍殉職紀念碑被稱為「佛國兵士墓所」，劃分為風櫃尾1128、1101番地之設施，法國政府與臺灣總督府於1897年3月9日簽署協議書，確認由法國撥款提供修繕公墓的經費，並於該年6月開始委託澎湖廳火燒坪鄉字鬼仔山3番戶楊安，擔任孤拔提督墓所的看守人，同時也兼管風櫃尾的法國兵士墓所，後因楊安無法同時兼任，委任風櫃尾鄉104番戶高恒，擔任風櫃尾墓所看守人，1928年，臺灣總督府自發性的永久管理位於基隆與澎湖兩地之法國公墓，並於同年12月30日舉行移交。
戰後，法軍殉職紀念碑仍存，1954年8月5日，中華民國政府與法國政府擬定「基隆法國公墓及馬公法國紀念碑所佔有土地之租貸辦法」以象徵性的1元將兩地的紀念碑地權承租法國。然而在1964年中華民國與法國斷交後，紀念碑由中華民國政府收回為國有地，原地因而僅剩下紀念碑。
在1995年澎湖國家風景區管理處對於蛇頭山一帶重新規劃整建後，其紀念碑重新整理修復，成為其公園設施之一部分開放參觀。

## 設計
法軍殉職紀念碑形式和基隆法國公墓的佛國墓地紀念碑相同，該紀念碑高約4.545公尺，上方為方形尖錐形式，下方為塔形台基，在其上豎立四角錐形狀的石柱，周圍的長方形圍牆長16間（約29.088公尺）、寬6間（約10.908公尺）、高1.212公尺。其底座正面設有一座碑文：
紀念碑以法文刻有：

（澎湖）
1885
（紀念）
（法蘭西海軍）
（逝世於馬公港）

## 另見
- 孤拔紀念碑
- 馬公風櫃尾荷蘭城堡
- 澎湖千人塚
- 盟軍宴
- 臺灣與法國關係史

## 外部連結
- 澎湖法軍殉職紀念碑 - 澎湖知識服務平台 （页面存档备份，存于）
- 澎湖法軍殉職紀念碑 - 澎湖島嶼生活記憶